# Dubbelvikning

Principen för en dubbelvikning av en pappersremsa sett från sidan

En dubbelvikning består i att pappersremsan först viks framåt sedan bakåt, för att då återgå till ursprungsläget.

Dubbelvikning avser när ett pappersprov viks först bakåt sedan framåt kring en gemensam vikningslinje (se bilder). Antalet dubbelvikningar som krävs för att få ett pappersprov att brista används för att bestämma papprets vikstyrka eller viktal.
Den totala vinkeln kring vikningslinjen varierar beroende på typ av vikmaskin, exempelvis viker Köhler–Molin-maskinen ca 156° på vardera sida om pappersremsan (vilket ger en total svängrörelse på ca 2 × 312° per dubbelvikning) medan MIT-maskinen viker ca 135° på vardera sida (vilket ger en total svängrörelse på ca 2 × 270° per dubbelvikning).